# ジャナクプル県
ジャナクプル県はネパール・中部開発地域の県。南はインド国境、北はヒマラヤ山脈のチベット国境にいたる南北に長い県。県庁所在地はカマラマイ。中心都市はジャナクプル市。インド国境に近いヒンドゥー教の歴史的都市である。
県内には次の6つの郡がある。
- ダヌシャ郡
- ドラカ郡
- マホタリ郡
- ラメチャープ郡
- サルラヒ郡
- シンドゥリ郡